# サン・ルーポ
サン・ルーポ（イタリア語: San Lupo）は、イタリア共和国カンパニア州ベネヴェント県にある、人口約800人の基礎自治体（コムーネ）。

## 地理

### 位置・広がり
ベネヴェント県のコムーネ。県都ベネヴェントから北西へ19kmの距離にある。

#### 隣接コムーネ
隣接するコムーネは以下の通り。
- カザルドゥーニ
- チェッレート・サンニータ
- グアルディア・サンフラモンディ
- ポンテ
- ポンテランドルフォ
- サン・ロレンツォ・マッジョーレ